# مخثة

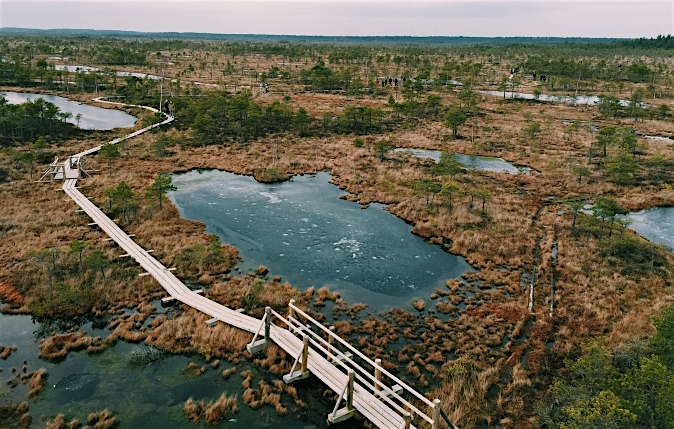
مخثة تقع في منتزه في لاتفيا، تشكلت منذ ما يقرب من 10,000 سنة في فترة ما بعد العصر الجليدي والآن معلم سياحي.

المَخَثَّة(مرادفات) هي منطقة رطبة، تلين أو تهتز تحت الأقدام (حين المشي عليها)، تكثر فيها النباتات المكونة للخث وتخلو من الأشجار.

## الأسماء
مرادفات ومن أسماء المَخَثَّة: أو المَطْرَبَة أو السبخة الخثية أو الرَّخاخ أو التُّرْبَاء أو الطُّرْباء أو المَغِيض أو الغَيضة